# 84120 Antonacci
84120 Antonacci este o planetă minoră (asteroid) din centura de asteroizi. A fost descoperită pe 4 septembrie 2002 la  de . 
Obiectul prezintă o orbită caracterizată de o semiaxă mare de 2,6639776874085 UAi, o excentricitate de 0,18626026692717, o înclinație de 13,760792305051 ° în raport cu ecliptica.